# Jerzy Dobrzański (zm. 1792)
Jerzy Dobrzański herbu Leliwa (zm. 6 marca 1792 roku) – dr teologii, kanclerz tarnowski od 1754 roku, kanonik sandomierski, dziekan kielecki, kanonik krakowski od 1761 roku.
Deputat na Trybunał Główny Koronny w 1763 i 1765 roku i na sejmiki proszowskie w 1764 roku.